# Oximorfonă
Oximorfona este un medicament analgezic opioid, derivat al morfinei, cu proprietăți analgezice similare cu ale acesteia, însă fără efect antitusiv.
Substanța a fost descoperită în Germania în anul 1914. A fost patentată în anul 1955 și a fost aprobată pentru uz medical în 1959.